# 28155 Chengzhendai
28155 Chengzhendai este un asteroid din centura principală de asteroizi.

## Descriere
28155 Chengzhendai este un asteroid din centura principală de asteroizi. A fost descoperit pe 28 octombrie 1998 la Socorro, New Mexico, în cadrul proiectului LINEAR. Asteroidul prezintă o orbită caracterizată de o semiaxă mare de 2,31 ua, o excentricitate de 0,14 și o înclinație de 5,7° în raport cu ecliptica.